# هیو مک‌دونالد
هیو مک‌دونالد (انگلیسی: Hugh McDonald؛ ۱۸۸۴ – ۲۷ اوت ۱۹۲۰) بازیکن فوتبال اهل پادشاهی متحد بریتانیای کبیر و ایرلند بود.
از باشگاه‌هایی که در آن بازی کرده‌است می‌توان به باشگاه فوتبال آرسنال، و باشگاه فوتبال بریستول راورز، باشگاه فوتبال اولدهام اتلتیک، باشگاه فوتبال برافورد پارک آونیو، باشگاه فوتبال برایتون اند هوو آلبیون، باشگاه فوتبال فولام، باشگاه فوتبال آرسنال، و باشگاه فوتبال آرسنال، اشاره کرد.